# Wurlitzer (ORF)
Die Sendung Wurlitzer war eine von 1985 bis 1995 ausgestrahlte Publikumswunschsendung auf FS2 (später: ORF 2). Die Sendung war außerdem auf dem gemeinschaftlichen Kulturkanal 3sat zu sehen.
Die erste Sendung wurde am 16. Mai 1985 um 20:15 ausgestrahlt. 1987 wurde der „Wurli“ als Sonderprogramm von der Internationalen Funkausstellung Berlin ausgestrahlt und ab 28. September 1987 als nachmittägliche Wochentagsendung in das reguläre Fernsehprogramm übernommen. Am 3. März 1995, also noch vor Beginn des neuen Fernsehschemas unter Gerhard Zeiler, wurde der Wurlitzer eingestellt.
Namensgeber und zentrales Element war der „Wurlitzer“, kurz „Wurli“ genannt, eine Jukebox – nach einer in Wien und Österreich gebräuchlichen Bezeichnung solcher Apparaturen (analog zu der in den USA gebräuchlichen landläufigen Alternativbezeichnung für die Jukebox, die sich von der einstigen Herstellerfirma Rudolph Wurlitzer Company herleitet). Dieser Wurlitzer, der ab 1985 präsentiert wurde, war im damals modern wirkenden Plexiglasdesign gehalten, ebenso wie die restliche Studiodekoration. Der Moderator nahm über ein – Mitte der 1980er Jahre noch ungewöhnliches – Schnurlostelefon oder über Telefax Wünsche und kurze Grußbotschaften des Publikums entgegen. Dabei handelte es sich meist um Kurzfilme oder um Musikvideos. Die Wünsche wurden in der Anfangszeit durch eine Tastenkombination eingegeben, worauf das Gewünschte von einer Bildplatte eingespielt wurde. Als sich das Angebot später ausweitete, kamen die Filme oftmals von anderen, außerhalb des „Wurlitzers“ gelegenen Quellen.
Moderiert wurde die Sendung vorwiegend von Peter Rapp oder Elisabeth „Lizzy“ Engstler, es kamen aber auch andere beliebte ORF-Moderatoren wie Reinhard Jesionek, Alfons Haider, Martina Rupp oder Vera Russwurm zum Zug. Es wurden auch Gäste in die Sendung eingeladen, wodurch diese Züge einer Talkshow bekam. Auch komplette Gastmoderationen durch Prominente waren keine Seltenheit. Gelegentlich wurden auch kleinere Gewinn- und Ratespiele veranstaltet.
Parallel dazu gab es auch eine Kinderversion namens Kinder-Wurlitzer, die im Samstagnachmittagprogramm ausgestrahlt wurde. Moderiert wurde diese Sendung unter anderem von Thomas Brezina.
Eine Oldie-Wunschsendung unter dem Titel Wurlitzer gibt es weiterhin auf Radio Vorarlberg jeden Sonn- und Feiertag von 12 bis 16 Uhr.